# Evropský výbor regionů

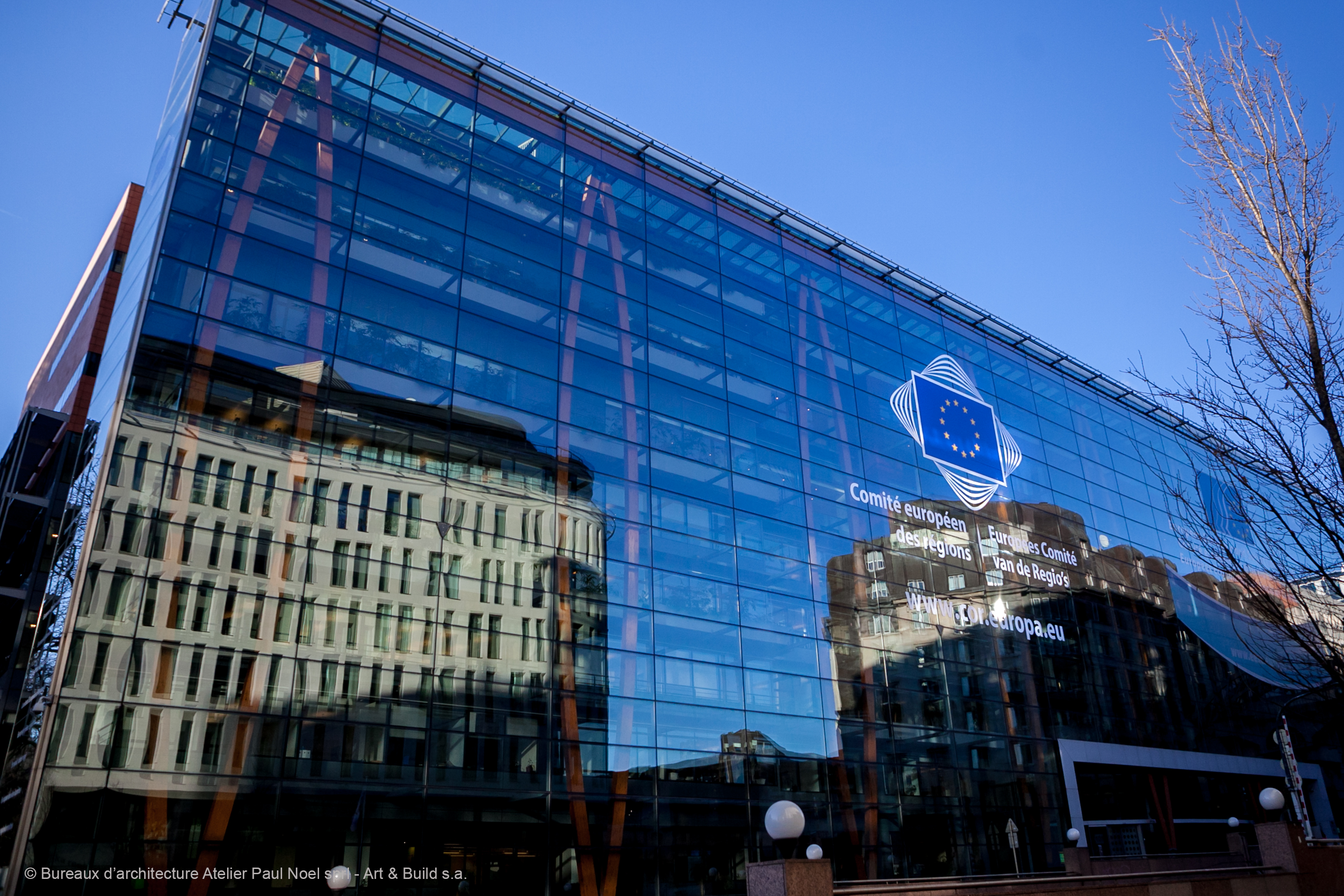
Výbor regionů v Bruselu

Evropský výbor regionů (VR) je shromážděním zástupců místních a regionálních orgánů Evropské unie (EU), které orgánům nižší než celostátní úrovně (tedy regionům, okresům, obcím a městům) poskytuje možnost přímo vyjádřit svůj názor v institucionálním rámci EU.
VR byl zřízen v roce 1994, aby se zabýval dvěma hlavními otázkami. Za prvé, přibližně tři čtvrtiny právních předpisů EU se provádí na místní nebo regionální úrovni, bylo tedy smysluplné dát zástupcům místní a regionální úrovně možnost podílet se na tvorbě nových právních předpisů EU. Za druhé, panovaly obavy z rozšiřování propasti mezi veřejností a procesem evropské integrace a zapojení volených zástupců správní úrovně nejbližší občanům bylo jedním ze způsobů, jak tuto propast překlenout.

## Historie
Místní a regionální orgány v Evropské unii lobbovaly za posílení své účasti na záležitostech EU. V důsledku toho byl Maastrichtskou smlouvou založen Výbor regionů a bylo přijato ustanovení, podle něhož musí být členské státy v Radě EU zastoupeny ministry regionálních vlád.

## Zásady
Práce Výboru se opírá o tři hlavní zásady:
1. Subsidiarita – Tato zásada, jež byla zakotvena ve Smlouvách současně se zřízením VR, znamená, že rozhodnutí v Evropské unii by měla být přijímána na úrovni, jež je z praktického hlediska nejbližší občanům. Evropská unie by se tedy neměla ujímat úkolů, které lépe splní ústřední orgány státní správy nebo orgány regionální či místní samosprávy.
2. Blízkost – Cílem všech správních úrovní by měla být „blízkost občanům“, jíž lze dosáhnout zejména transparentní organizací práce, aby lidé věděli, kdo je zodpovědný za co, a jak může být jejich názor vyslyšen.
3. Partnerství – Řádná evropská správa věcí veřejných znamená, že evropské, národní, regionální a místní orgány spolupracují, neboť všechny čtyři úrovně jsou nepostradatelné a měly by být zapojeny do rozhodovacího procesu v rámci víceúrovňové správy.

## Oblast působnosti
Smlouvy ukládají Evropské komisi a Radě Evropské unie povinnost konzultovat Výbor regionů vždy, když jsou předloženy nové návrhy v oblastech, které mají dopad na regionální nebo místní úroveň. Kromě těchto oblastí mají Komise, Rada a Evropský parlament možnost konzultovat VR v dalších otázkách, pokud se domnívají, že legislativní návrh má důležité důsledky pro regionální nebo místní úroveň. VR může rovněž vypracovat stanoviska z vlastní iniciativy, což mu umožňuje zařadit různé otázky do agendy EU.
Poté, co Lisabonská smlouva vstoupila v platnost, jakmile byla ratifikována všemi členskými státy EU, získal VR právo (privilegované právní postavení) obrátit se na Soudní dvůr Evropské unie (článek 8, protokol (č. 2) o používání zásad subsidiarity a proporcionality).

## Složení
VR má 329 členů, přičemž počet členů z jednotlivých zemí EU zhruba odpovídá velikosti populace.
| Stát       | Členů  | Stát        | Členů  | Stát        | Členů |
| ---------- | ------ | ----------- | ------ | ----------- | ----- |
| Německo    | 24     | Belgie      | 12     | Irsko       | 9     |
| Francie    | 24     | Maďarsko    | 12     | Chorvatsko  | 9     |
| Itálie     | 24     | Portugalsko | 12     | Litva       | 9     |
| Španělsko  | 21     | Švédsko     | 12     | Lotyšsko    | 7     |
| Polsko     | 21     | Bulharsko   | 12     | Slovinsko   | 7     |
| Rumunsko   | 15     | Rakousko    | 12     | Estonsko    | 7     |
| Nizozemsko | 12     | Slovensko   | 9      | Kypr        | 6     |
| Řecko      | 12     | Dánsko      | 9      | Lucembursko | 6     |
| Česko      | 12     | Finsko      | 9      | Malta       | 5     |
| Celkem     | Celkem | Celkem      | Celkem | Celkem      | 329   |

## Vnitřní struktura
Předseda
Předseda je volen na dvouapůlleté funkční období; řídí práci Výboru, předsedá plenárním zasedáním a je oficiálním představitelem VR. Současným předsedou je Vasco Alves Cordeiro (Portugalsko / Strana evropských socialistů, SES), který byl zvolen 29. června 2022.
| Předseda VR                                            | Období předsednictví | Státní příslušnost | Evropská politická skupina   |
| ------------------------------------------------------ | -------------------- | ------------------ | ---------------------------- |
| Vasco Alves Cordeiro Azorské ostrovy                   | 2022-2025            | Portugalsko        | Strana evropských socialistů |
| Apostolos Tzitzikostas Střední Makedonie               | 2020-2022            | Řecko              | Evropská lidová strana       |
| Karl-Heinz Lambertz Německojazyčné společenství Belgie | 2017-2020            | Belgie             | Strana evropských socialistů |
| Markku Markkula Espoo                                  | 2015–2017            | Finsko             | Evropská lidová strana       |
| Michel Lebrun Valonsko                                 | 2014–2015 (dočasný)  | Belgie             | Evropská lidová strana       |
| Ramón Luis Valcárcel Murcie                            | 2012–2014            | Španělsko          | Evropská lidová strana       |
| Mercedes Bresso Piemont                                | 2010–2012            | Itálie             | Strana evropských socialistů |
| Luc Van den Brande Vlámsko                             | 2008–2010            | Belgie             | Evropská lidová strana       |
| Michel Delebarre Dunkerk, Nord Pas de Calais           | 2006–2008            | Francie            | Strana evropských socialistů |
| Peter Straub Bádensko-Württembersko                    | 2004–2006            | Německo            | Evropská lidová strana       |
| sir Albert Bore Birmingham                             | 2002–2004            | Spojené království | Strana evropských socialistů |
| Jos Chabert Brusel                                     | 2000–2002            | Belgie             | Evropská lidová strana       |
| Manfred Dammeyer Severní Porýní-Vestfálsko             | 1998–2000            | Německo            | Strana evropských socialistů |
| Pasqual Maragall I Mira Barcelona, Katalánsko          | 1996–1998            | Španělsko          | Strana evropských socialistů |
| Jacques Blanc Languedoc-Roussillon                     | 1994–1996            | Francie            | Evropská lidová strana       |

První místopředseda
Také první místopředseda/místopředsedkyně je volen/-a plenárním shromážděním na období dvou a půl let; zastupuje předsedu v případě nepřítomnosti. Apostolos Tzitzikostas (Řecko / Evropská lidová strana), byl 29. června 2022 zvolen prvním místopředsedou Evropského výboru regionů.
Předsednictvo
Předsednictvo je řídícím orgánem VR. Zahrnuje: předsedu, prvního místopředsedu, 27 místopředsedů (po jednom z každého členského státu), předsedy politických skupin VR a další členy z národních delegací, což mu umožňuje dosáhnout národní a politické vyváženosti. Předsednictvo se zpravidla schází sedm až osmkrát ročně, formuluje politický program VR a uděluje pokyny administrativě Výboru k uplatňování svých rozhodnutí.
Plenární shromáždění
Členové VR se scházejí na plenárním zasedání v Bruselu šestkrát ročně, aby diskutovali o stanoviscích, zprávách a usneseních a přijímali je.
Komise VR
Výbor strukturuje svou činnost prostřednictvím svých komisí, které se specializují na tematické oblasti. Každá komise má přibližně 100 členů a podporu jí poskytuje sekretariát, jenž je součástí administrativy.
- CIVEX – občanství, správa, institucionální a vnější věci,
- COTER – politika územní soudržnosti a rozpočet EU,
- ECON – hospodářská politika,
- ENVE – životní prostředí, současná změna klimatu a energetika,
- NAT – přírodní zdroje a zemědělství,
- SEDEC – sociální politika, vzdělávání, zaměstnanost a kultura.

Komise připravují návrhy stanovisek a pořádají konference a semináře, které se zaměřují na jejich oblasti působnosti. Každá komise má přibližně 100 členů (každý člen může zasedat ve dvou komisích) a podporu jí poskytuje sekretariát, jenž je součástí administrativy. Dále je vytvořena zvláštní Komise pro finanční a administrativní záležitosti (CAFA), která je nápomocná předsednictvu VR v administrativních a finančních otázkách.
Politické skupiny
VR má šest politických skupin: Evropská lidová strana (ELS), Evropští konzervativci a reformisté (EKR), Strana evropských socialistů (SES), Aliance liberálů a demokratů pro Evropu (ALDE), Evropská aliance (EA) a Zelení (Greens). Členové každé politické skupiny se scházejí před důležitými schůzemi a zasedáními, aby zaujali společný postoj. Předseda VR, první místopředseda a předsedové politických skupin se také scházejí před každým plenárním zasedáním a dalšími důležitými schůzemi, aby dosáhli politické shody v klíčových otázkách.
Konference předsedů
Předseda VR, první místopředseda, a předsedové politických skupin a generální tajemník se v rámci Konference předsedů také scházejí před každým plenárním zasedáním a dalšími důležitými schůzemi, aby dosáhli politické shody ve strategických klíčových otázkách.
Národní delegace
Ve VR také působí 27 národních delegací. Členové se před plenárními zasedáními a jinými událostmi scházejí ve svých národních delegacích, aby diskutovali o společném postoji.
Generální tajemník
Generální tajemník je jmenován předsednictvem na dobu pěti let. Generální tajemník nesmí jako vedoucí administrativy VR zastávat politický mandát. Odpovídá za provádění rozhodnutí předsedy a předsednictva a plynulý chod administrativy. Současným generálním tajemníkem VR je od 7. října 2019 pan Petr Blížkovský.
Generální sekretariát
Generální sekretariát tvoří pět ředitelství: ředitelství pro členy a plenární zasedání, ředitelství pro legislativní práce 1, ředitelství pro legislativní práce 2, ředitelství pro komunikaci, ředitelství pro lidské zdroje a finance. Ředitelství pro překlad a ředitelství pro logistiku jsou řízena ve spolupráci s Evropským hospodářským a sociálním výborem.

## Činnost
Stanoviska
Evropská komise, Rada ministrů a Evropský parlament konzultují Výbor regionů při vypracovávání legislativních textů (směrnic, nařízení atd.), které se týkají oblastí majících vliv na místní a regionální orgány. Návrhy textů jsou předány příslušné komisi VR. Poté je jmenován zpravodaj, který vypracuje stanovisko Výboru. Předtím, než je projednán na plenárním zasedání, musí být tento návrh stanoviska přijat komisí VR. Po přijetí stanoviska na plenárním zasedání je toto oficiální stanovisko zasláno všem evropským institucím a zveřejněno v Úředním věstníku Evropské unie.
Usnesení
Usnesení umožňují Výboru, aby se vyjádřil k důležitým a aktuálním otázkám. Mohou je vypracovávat politické skupiny VR nebo 32 členů VR.
Studie a další publikace
VR vydává studie k různým aspektům místního a regionálního rozměru EU (vzdělávání, doprava, sociální otázky, rozšíření atd.). Jsou vypracovávány za pomoci externích odborníků. VR také vydává publikace určené široké veřejnosti i subjektům na místní a regionální úrovni, jejichž cílem je vysvětlit jeho činnost a nastínit současný politický vývoj.
Akce
VR jako místo setkávání regionů a měst pořádá ve spolupráci s místními a regionálními partnery a dalšími institucemi EU konference, semináře a výstavy. Během Evropského týdne regionů a měst (dříve OPEN DAYS) přivítá VR každý rok ve svém sídle tisíce návštěvníků, kteří se účastní živých diskusí nebo hledají partnery pro spolupráci na společných projektech.

## Nejdůležitější data
- 1992: Maastrichtská smlouva – Vedoucí představitelé EU se rozhodují zřídit Výbor regionů (VR) jako poradní shromáždění, které regionům a městům poskytne možnost vyjadřovat své názory v rámci rozhodovacího procesu EU a bude sloužit jako přímé spojení mezi Bruselem a občany. Smlouva Evropské komisi a Radě ministrů stanoví povinnost konzultovat VR v klíčových oblastech regionálního zájmu. Členové VR mají být nominováni vládami členských států na čtyřleté funkční období. V březnu 1994 se v Bruselu koná první plenární zasedání VR.
- 1995: Rozšíření EU – Po přistoupení Rakouska, Finska a Švédska se počet členů VR zvyšuje ze 189 na 222.
- 1997: Amsterodamská smlouva – Rozšiřuje oblast působnosti VR, která tak pokrývá přibližně dvě třetiny legislativních návrhů EU. Smlouva také umožňuje, aby byl Výbor konzultován Evropským parlamentem.
- 2001: Niceská smlouva – Zdůrazňuje demokratickou legitimitu VR tím, že vyžaduje, aby jeho členové byli voleni nebo byli politicky odpovědní volenému regionálnímu nebo místnímu shromáždění. Stanoví maximální počet jeho členů, a to na 350.
- 2002–2003: Konvent o budoucnosti EU – Členové VR se účastní konventu, jehož úkolem je vypracovat návrh ústavy EU. Text výslovně uznává úlohu a pravomoci místní a regionální správy a dává také Výboru regionů právo napadnout u Soudního dvora Evropských společenství právní předpisy EU, které nejsou v souladu se zásadou subsidiarity.
- Květen 2004: Rozšíření EU – Po přistoupení deseti nových členských států se počet členů VR zvyšuje z 222 na 317.
- Únor 2006: Nové funkční období – VR zahajuje nové čtyřleté funkční období. Mezi jeho politické priority patří posílení role místních a regionálních orgánů v souladu s Lisabonskou strategií pro růst a zaměstnanost, posílení soudržnosti a solidarity a propagace kampaně „Informovat o Evropě – na místní úrovni“, jejímž cílem je přiblížit EU občanům.
- Leden 2007: Rozšíření EU – Po přistoupení Bulharska a Rumunska stoupá počet členů VR z 317 na 344.
- Prosinec 2007: Lisabonská smlouva – Lisabonská smlouva potvrzuje právo VR podat žalobu k Soudnímu dvoru Evropské unie v zájmu ochrany svých výsad a zásady subsidiarity – právo, jež bylo uznáno již Konventem o budoucnosti EU. Toto nové oprávnění posiluje politickou úlohu VR tím, že mu umožňuje jednat v rámci EU efektivněji ve prospěch místních a regionálních orgánů. Lisabonská smlouva prodlužuje funkční období členů VR ze čtyř na pět let.
- Červenec 2013: Rozšíření EU – Po přistoupení Chorvatska se počet členů VR zvyšuje z 344 na 353 (později se počet členů VR snížil na 350).

## Kritika činnosti Výboru regionů
Výbor regionů byl v roce 2020 kritizovaný za svoji dlouho neřešenou kauzu. Jednalo se o 20 let starý a stále nevyřešený případ Roberta McCoye, bývalého interního auditora, Ten byl šikanovaný kvůli své činnosti whistleblowera, když upozorňoval na podvody a zpronevěry v této instituci. Za svoji činnost měl McCoy čelit odvetné kampani, která snižovala jeho osobní a profesní reputaci. Poslanci z Výboru Evropského parlamentu pro rozpočtovou kontrolu naléhali na Výbor regionů, aby se konečně zabýval vyřešením tohoto 20 let starého případu. Jedním z předních kritiků nečinnost Výboru regionů byl český poslanec Tomáš Zdechovský, který při této příležitosti prohlásil, že když vidí tento léta neuzavřený případ, vybaví se mu americký film Na hromnice o den více, kde je hlavní protagonista chycený do časové smyčky. Kritiku sklidil Výbor i od nizozemské europoslankyně Sophie in ‘t Veld, která sama dříve ve Výboru regionů pracovala. Řekla, že dle její zkušenosti je administrativa na Výboru regionů "naprosto nekompetentní a prohnilá do morku kostí." Obvinila také celou instituci z toho, že je ve stavu, kdy si vůbec nic nepřipouští a navrhovala zvážení rozpočtových sankcí s ohledem na to, že Evropský parlament schválil už dříve několik rezolucí požadující nápravu pochybení v kauze Roberta McCoye, aniž by se tím dosáhlo jakýchkoli výsledků.